# Money in the Bank (2014)
Money in the Bank (2014) — пятое по счёту шоу Money in the Bank, PPV-шоу производства американского рестлинг-промоушна WWE. Шоу прошло 29 июня 2014 года на арене «ТД-гарден» в Бостоне, Массачусетс, США.
На шоу состоялось восемь матчей. Главным событием стал матч с лестницами за вакантный титул чемпиона мира WWE в тяжелом весе, который выиграл Джон Сина.

## Результаты
| №                             | Матч | Условия                                                                                          | Время |
| ----------------------------- | --- | ------------------------------------------------------------------------------------------------ | ----- |
| 1                             | «Братья Усо» (Джимми и Джей) (c) победили «Семью Уайаттов» (Люк Харпер и Эрик Роуэн)                                       | Командный матч за титул командных чемпионов WWE                                                  | 13:23 |
| 2                             | Пэйдж (c) победила Наоми (с Кэмерон)                                                                                       | Одиночный матч за титул чемпионки див                                                            | 07:10 |
| 3                             | Адам Роуз победил Дэмиена Сэндоу                                                                                           | Одиночный матч                                                                                   | 04:02 |
| 4                             | Сет Роллинс победил Джека Сваггера, Кофи Кингстона, Дольфа Зигглера, Дина Эмброуса и Роба Ван Дама                         | Матч с лестницами Money in the Bank за возможность боя за титул чемпиона мира в тяжёлом весе WWE | 23:10 |
| 5                             | Голдаст и Стардаст победили «РайбАксель» (Райбек и Кёртис Аксель)                                                          | Командный матч                                                                                   | 07:32 |
| 6                             | Русев (с Ланой) победил Биг И                                                                                              | Одиночный матч                                                                                   | 07:19 |
| 7                             | Лейла победила Саммер Рэй                                                                                                  | Одиночный матч со специальным судьёй Фанданго                                                    | 03:09 |
| 8                             | Джон Сина победил Альберто Дель Рио, Шеймуса, Сезаро (с Полом Хейманом), Рэнди Ортона, Брэя Уайатта, Романа Рейнса и Кейна | Матч с лестницами за вакантный титул чемпион мира в тяжёлом весе WWE                             | 26:37 |
| (c) — чемпион на начало матча | |                                                                                                  |       |